# SQLite
SQLite é uma biblioteca em linguagem C que implementa uma base de dados SQL embutida. Programas que usem a biblioteca SQLite podem ter acesso a banco de dados SQL sem executar um processo SGBD separado.
SQLite não é uma biblioteca cliente usada para conectar com um grande servidor de base de dados, mas sim o próprio servidor. A biblioteca SQLite lê e escreve diretamente no ficheiro de base de dados no disco.

## Características
O uso do SQLite é recomendado quando a simplicidade da administração, implementação e manutenção são mais importantes que incontáveis recursos que SGBDs, mais direcionados para aplicações complexas, possivelmente implementam. As situações onde a simplicidade é a melhor escolha são muito mais frequentes do que se pode imaginar.
Exemplos de uso do SQLite são: 
- Sites com menos de cem mil requisições por dia
- Dispositivos e sistemas embutidos
- Aplicações desktop
- Ferramentas estatísticas e de análise
- Aprendizagem de base de dados
- Implementação de novas extensões de SQL

Não se recomenda o uso do SQLite para sites com:
- Muitos acessos
- Grande quantidades de dados (talvez maior que algumas dúzias de gigabytes)
- Sistemas com grande concorrência
- Aplicações cliente/servidor

O SQLite:
- É Software Livre/domínio público e multiplataforma
- É um mecanismo de armazenamento seguro com transações ACID
- Não necessita de instalação, configuração ou administração
- Implementa a maioria do SQL92
- Permite guardar a base de dados num único ficheiro
- Suporta bases de dados abaixo de 2 terabytes
- Não tem dependências externas

## Ferramentas
- Database Master - SQLite Manager
- SQLiteStudio (Free Software)
- DaDaBIK Database Interfaces Kreator